# Coeno de Macedonia
Coeno (en griego antiguo, Κοίνος) (circa siglo VIII a. C.) fue rey de Macedonia durante el siglo VIII a. C.
Según el historiador romano Eusebio de Cesarea fue el segundo rey de Macedonia. Sucedió a su padre Carano, el fundador la dinastía argéada, en el trono y reinó por 28 años. A su muerte, su hijo Tirimas accedió al trono.